# Gábor Egressy
Gábor Egressy (Sajólászlófalva, comtat de Borsod, 3 de novembre, 1808 - Pest, 30 de juliol, 1866), fou un actor hongarès.
Gábor Egressy va ser un actor hongarès i germà de Béni Egressy. Va ser el responsable de portar els drames de William Shakespeare a l'escenari hongarès en llengua hongaresa.

## Biografia
Després d'haver participat en diversos conjunts d'actors itinerants, va trobar un teatre a Kolozsvár per actuar. Més tard, va completar la seva formació artística a Viena. El 1837 es va convertir en un dels actors més importants del recentment inaugurat Teatre Nacional Hongarès a Pest.
A la convulsa revolució hongaresa de 1848 va ser enviat a treballar com a comissari del govern a la zona de la baixa Tisza, però va ser recordat per exercir les seves funcions amb massa rigor. Va tornar als escenaris, però va escapar a Turquia després del fracàs de la revolució hongaresa. El 1854 se li va permetre tornar, exempt de càstig.